# کویتکوویتسه (ناحیه چسکه بودیوویتسه)
کویتکوویتسه (به چکی: Kvítkovice) یک منطقهٔ مسکونی در جمهوری چک است که در شهرستان چسکه بودیوویتسه واقع شده‌است. کویتکوویتسه ۳٫۹۴ کیلومتر مربع مساحت و ۹۵ نفر جمعیت دارد و ۴۴۸ متر بالاتر از سطح دریا واقع شده‌است.